# ایرکمپانی اتما
ایرکمپانی اتما (به انگلیسی: Aircompany ATMA) یک شرکت هواپیمایی با کد یاتا IM است که در ۱۹۹۶ میلادی تأسیس شده‌است و دفتر مرکزی آن در آلماتی، قزاقستان قرار داد.